# Иван Голубовић (архитекта)
Иван Голубовић (1935 – 2014) био је српски архитекта рођен у Валевцу. Током живота живео је у разним местима, укључујући Књажевац и Ниш.  

## Биографија
Дипломирао је на Архитектонском факултету у Београду. Једно време је живео и радио у Књажевцу и предавао нацртну геометрију у Књажевачкој гимназији. Касније ради у Нишу и Београду. Крајем седамдесетих и почетком осамдесетих по његовим пројектима изграђено је више значајних објеката у Књажевцу – Хотел „Тимок“, Пошта, Суд, Југобанка, Дом културе, ИМТ, „Џерси“, неке од хала фабрика „Џервин“ и „Леда“ и Џервиново насеље.